# Alois Hitler, Jr.
Alois Hitler junior (født Alois Matzelberger) (13. januar 1882 – 20. maj 1956) var Adolf Hitlers halvbror.
Alois Hitler jr. blev født før ægteskabet mellem Alois Hitler og hans anden hustru Franziska Matzelsberger. Han blev døbt Alois Matzelberger. Da forældrene giftede sig, blev han legitimeret. I 1884 to år efter fødslen døde moderen.
Alois forlod forældrenes hus før faderens død. Han kunne ikke enes med sin halvbror Adolf Hitler. Senere hævdede han, at Adolf, som faderen fik med sin tredje hustru, Klara, var deres yndling, mens han selv var det sorte får og hyppigt blev straffet af faren, også for noget Adolf havde selv gjort.
Da Alois Hitler jr. var tekniske begavet, ville faren sende ham på en forskole for ingeniøruddannelsen. Men det blev der ikke noget af; muligvis på grund af Klaras indsigelser. Faren var heller ikke parat til at investere større summer i Alois' uddannelse. Han blev i stedet sat i lære.
Men han afbrød sin uddannelse, og det begyndte at gå ned ad bakke for ham. I 1900 blev han idømt fem års fængsel for tyveri. I 1902 blev det forhøjet til otte år. Efter endt afsoning udvandrede han til Dublin, hvor han fik arbejde som tjener på Shelbourne Hotel. I 1909 mødte han Bridget Dowling ved et hesteskue og fik hende til at tro, at han var en velstående mand i hotelbranchen. De stak til London og giftede sig den 3. juni 1910. William Dowling, Bridgets far, truede med at få ham arresteret for kidnapning, men Bridget talte ham fra det.
Parret slog sig ned i Liverpool, hvor det i 1911 fik sønnen William Patrick. Alois forsøgte at drive en restaurant på Dale Street, et pensionat på Parliament Street og et hotel på Mount Pleasant, men det gik dårligt. Det var et år som var præget af familieproblemer. Alois drak, og når han var fuld plejede han at tæve sin kone og antagelig også det lille barn. I maj 1914 forlod han dem og rejste til Tyskland.
I 1924 blev Alois anklaget for bigami i Hamburg, men slap med et halvt års fængsel. Han fik en søn Heinz Hitler med sin anden hustru Hedwig Heinemann. Hans forretning i Tyskland gik ganske godt indtil krakket i 1929.
Til 1934 arbejdede Alois som løsarbejder. I 1934 åbnede han en restaurant i Berlin, som blev en yndlingsrestaurant for SA-folk.
Da Adolf Hitler kom til magten, havde halvbrødrene ikke kontakt. I Mein Kampf blev han overhovedet ikke nævnt.